# Найдо Ставрев
Найдо Ставрев е български духовник и революционер, деец на Вътрешната македоно-одринска революционна организация и деец на Вътрешната македонска революционна организация.

## Биография
Роден е в битолското село Цапари, тогава в Османската империя, днес в Северна Македония. В 1899 година е ръкоположен за свещеник. Включва се дейно в националноосвободителни борби на българите в Македония и влиза във ВМОРО. Касиер е на Цапарския революционен комитет. В навечерието на Илинденско-Преображенското въстание през лятото на 1903 година е определен за войвода на селската чета. Загива в сражение с османци край Цапари на 1 юли 1903 година.